# Megalocryptes buteae
Megalocryptes buteae är en insektsart som beskrevs av Takahashi 1942. Megalocryptes buteae ingår i släktet Megalocryptes och familjen skålsköldlöss. Inga underarter finns listade i Catalogue of Life.